# キラキラ関係
キラキラ関係（キラキラかんけい）は、かつてワタナベエンターテインメントに所属していた日本の男女お笑いコンビ。2016年10月結成。2020年3月解散。

## メンバー
ななえ（1988年4月15日 - ）（37歳）
ツッコミ担当。岡山県出身。身長165 cm。愛称は「なんちゃん」。
地元の高校卒業後、バスガイドとして就職。元々勝ち気な性格で、バスガイド時代マナーの悪い客と揉めたこともあったという。バスガイド時代に自分の人生に疑問を感じ始め、退職してお笑いの道へ進む。
大阪NSC32期生で、かつてはよしもとクリエイティブ・エージェンシー大阪本部所属の女性コンビ「プリンストン」で活動していたが、2014年に解散。大阪時代の人間関係に悩んで上京し、ワタナベコメディスクールに入り直した。
ワタリには心配事が多く、自分で「母親のような毎日」と話しているが、ワタリにすぐ手を出すこともあり、ワタリに「それはやめて欲しい」と言われている。
2017年の女芸人No.1決定戦 THE Wには、猛獣クイーンズのすぎもとりょうこと「フローラルブーケ」を組んで出場し、2回戦まで進出。その後THE Wには、2018年はフタリシズカの横井かりこると「ぱちぱち☆レモネード」を組んで出場、2019年はピンで出場。

ワタリ119（ワタリいちいちきゅう、1993年10月24日 - ）（31歳）
ボケ担当。その他詳細は「ワタリ119」を参照。

## 来歴・概説
共にワタナベコメディスクール23期生（2015年10月入学、2016年9月卒業）出身。養成所の同期として出会い、後にコンビを結成。2016年10月よりプロとして活動を開始。
ネタは主に漫才。ワタリは「レスキュー!」と叫びながら登場するのが主である。主にななえがツッコミ、ワタリがボケというポジションではあるが、ななえがボケ的な振りを見せることもある。2人の普段からの掛け合いが親子喧嘩のようだったということで、これをそのまま漫才に活かしたという。
2020年3月をもってコンビ解散。ともに芸人を続ける。ワタリは引き続きピン芸人として活動し、ななえは吉本興業に復帰してNSC同期の松間雄亮（元イブンカ、ジュゴン）とのコンビ「スロッピ」を結成。

## 出演

### テレビ
- 青春!Live Channel（テレビ東京）- 2017年6月1日、ななえのみ
- 前略、西東さん（中京テレビ放送）- 2018年2月24日
- ウチのガヤがすみません!（日本テレビ）- 2018年3月13日・4月17日・5月29日・6月20日・7月3日・7月31日・8月7日・8月14日・8月21日・9月12日・9月25日・10月9日・10月30日・11月7日・11月20日・12月11日
- ネタパレ（フジテレビ）- 2018年3月23日、2018年11月9日
- にちようチャップリン → そろそろ にちようチャップリン（テレビ東京） - 2018年7月8日、2018年12月1日
- おはスタ（テレビ東京） - 2018年11月13日、2018年12月18日
- ニノさん（日本テレビ、2019年3月10日）

### ラジオ
- マイナビ Laughter Night（TBSラジオ） - 2018年5月25日